# ジンゴイズム

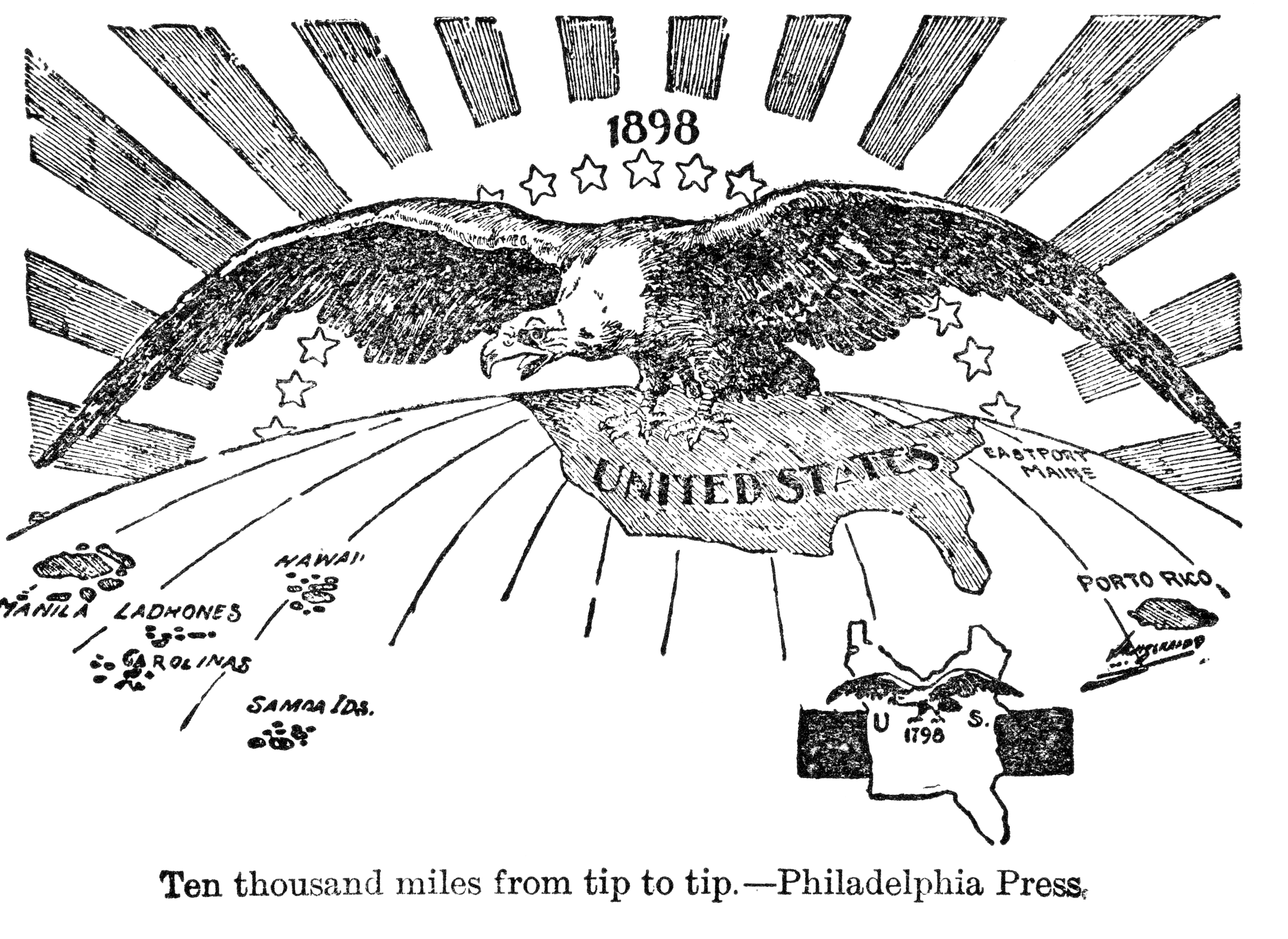
アメリカの支配領域拡大を描いた風刺画『端から端まで10,000マイル』（1898年）

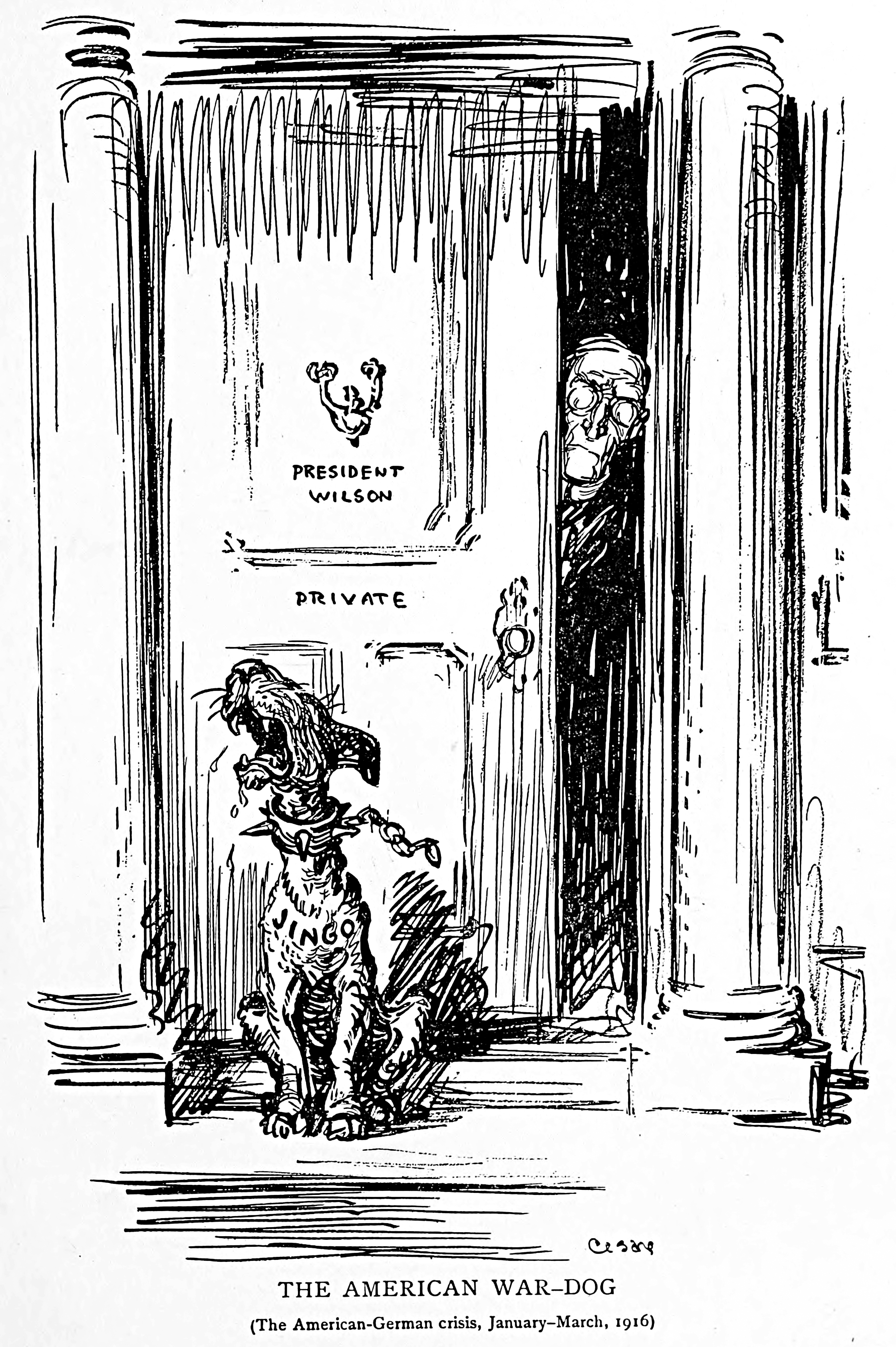
風刺画『アメリカの戦争犬』（オスカー・セゼール作、1916年）。犬の首輪に「ジンゴ」と書かれているのが分かる

ジンゴイズム（英: jingoism）とは、自国の国益を保護するためには他国に対し高圧的・強圧的・好戦的な態度を採り脅迫や武力行使を行なうこと（＝戦争）も厭わない、あるいは自国・自民族優越主義的な立場を指す言葉。ナショナリズムの極端な例である。主戦論。強硬外交論。戦闘的愛国心。“jingo”自体にもこの意味はある。
語自体は1870年代、イギリス帝国のロシア帝国に対する好戦的な態度を表すために造られたもので、19世紀のアメリカではかかる態度を「翼を広げた鷲主義」（英: spread-eagleism）と呼んだ。なお、「ジンゴイズム」という言葉は19世紀末頃アメリカでも広まり始め、こうした好戦的態度は米西戦争の原因となったメイン号爆発事件において最高潮に達した。
ジンゴイズムを採る人物・団体を「ジンゴイスト」と呼ぶ。

## 語源
露土戦争の頃にパブやミュージックホールで人気を博した、G･H･マクダーモットのコーラス曲中の一節に由来する。歌詞は以下の通り。
イギリスの急進的政治活動家ジョージ・ホリョークは1878年、歌詞に出てくる「バイ・ジンゴ（by Jingo）」というフレーズから、「ジンゴイズム」なる特定の政治的傾向を示す用語を編み出した。

## 具体例
ケンブリッジ大学歴史学教授のジョン・ロバート・シーリーの著書『英国膨張史論』における「イギリスによる植民地帝国の拡大は、イギリス文明の優越性の現れであり、歴史の必然である」という言説などがこれに当たる。

1990年代以後は、朝鮮民主主義人民共和国（北朝鮮）の最高指導者金正日が、先軍政治と呼ばれる軍事独裁体制の下で、アメリカ合衆国・大韓民国に対して好戦的な主張を行い、核開発を正当化する理由となっている。